# Sauber C1

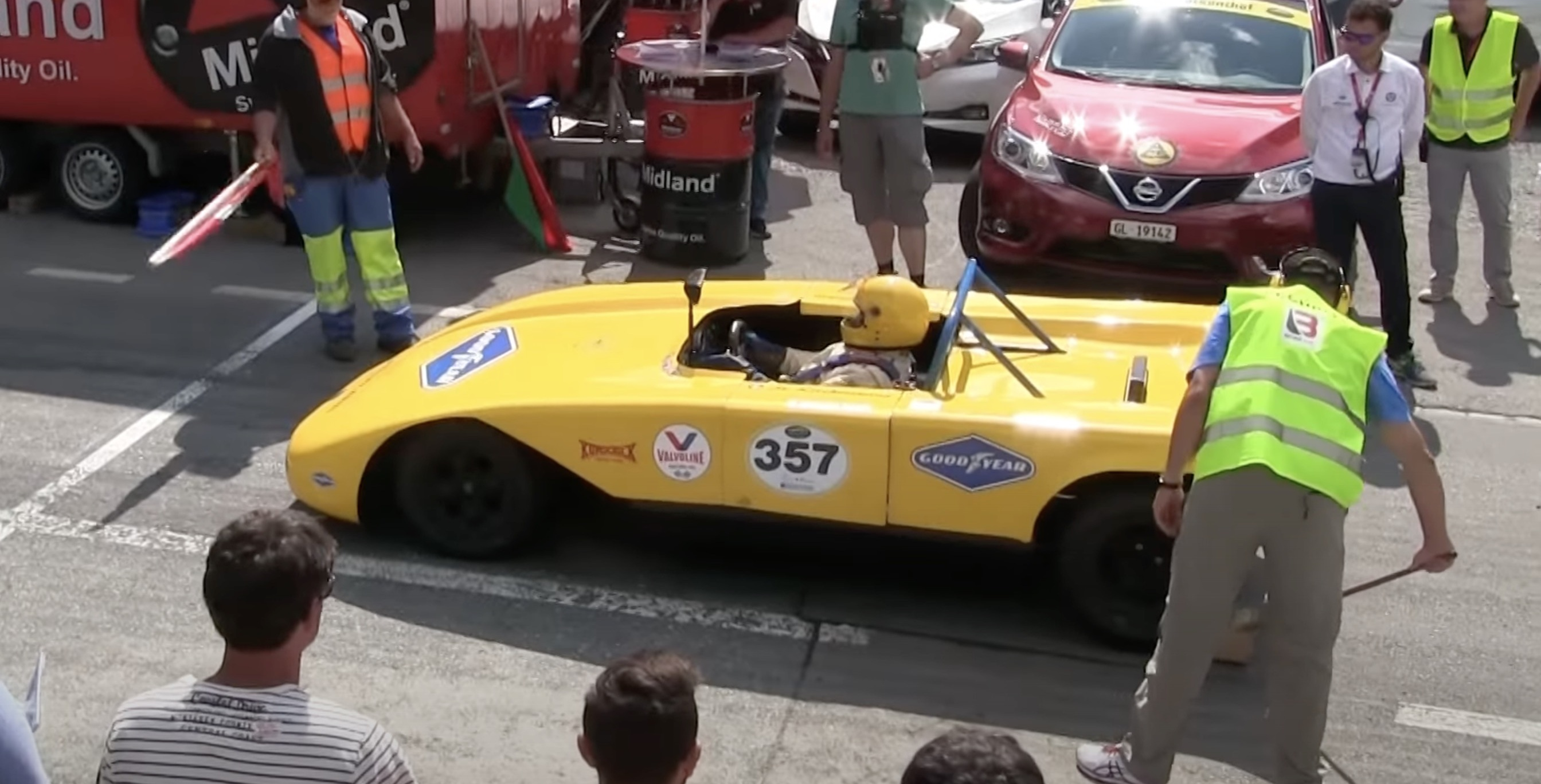
Sauber C1

Der Sauber C1 war der erste Rennwagen, den der Schweizer Peter Sauber entwarf und baute.

## Entwicklungsgeschichte
Die Bezeichnung C1 wählte Peter Sauber, der den Wagen 1970 im Alter von 26 Jahren im Keller seiner Eltern in Zürich entwarf und baute, nach dem ersten Buchstaben des Vornamens seiner Frau Christiane und behielt ihn bei den später folgenden Rennwagenserien bei. Das selbst konstruierte Chassis aus Gitterrohrrahmen mit doppelten Dreiecksquerlenkern, Stabilisatoren, Teleskop- und Gasdruckstoßdämpfern wurde durch Brabham-Teile ergänzt. Angetrieben wurde der C1 von einem 85 kW (115 PS) starken 1-Liter-4-Zylinder-Cosworth-Motor mit Trockensumpfschmierung.
Peter Sauber fuhr mit dem Wagen selbst Rennen für Sauber Motorsport und gewann 1970 die Schweizer Sportwagen-Meisterschaft. 1974 wurde Friedrich Hürzeler mit dem C1 Sportwagenmeister. Vom C1 wurden nur zwei Stück gefertigt, welche die Chassis-Nummern 70-C01-001 und 70-C01-002 bekamen. Sie fuhren bis 1983 unter verschiedenen Fahrern bei internationalen Wettbewerben.
1971 folgte der Sauber C2 mit einem 1600-cm³-Motor.
2013 nahm ein C1 am historischen Bergrennen zum Internationalen Edelweiß Bergpreis Roßfeld in Berchtesgaden teil.